# Мстивой I (князь ободритов)
Мистевой I (Мстивой I; умер в 865/869) — великий князь славянского племени бодричей и всего Союза ободритов.
Мистевой I был первым представителем так называемых Биллунгов (потомков Биллунга I), власть которых до него ограничивалась удельным княжением (по другим данным, они правили Союзом лютичей). Его потомки также были великими князьями Союза ободритов.